# Symphyllia valenciennesii
Symphyllia valenciennesii är en korallart som beskrevs av Milne Edwards och Jules Haime 1849. Symphyllia valenciennesii ingår i släktet Symphyllia och familjen Mussidae. IUCN kategoriserar arten globalt som livskraftig. Inga underarter finns listade i Catalogue of Life.